# Петров, Александр Андреевич (переводчик)
Алекса́ндр Андре́евич Петро́в (ок. 1760 — 1793) — русский писатель и переводчик, близкий друг Н. М. Карамзина.

## Биография
Родился, вероятно, в начале 1760-х годов. Первые литературные опыты помещал в журнале Н. И. Новикова «Утренний свет» (1777—1780). За время от 1785 г. до 1792 г. сохранились его письма к H. M. Карамзину (см. «Русский архив», 1863). По словам M. А. Дмитриева («Мелочи из запаса моей памяти», Москва, 1869), Петров и Карамзин жили вместе в доме Дружеского Учёного Общества. Наставлениям Петрова и его разборчивому вкусу Карамзин был обязан развитием чувства изящного. Сам Карамзин, изобразивший своего друга в элегии «Цветок на гроб моего Агатона» и отчасти в повести «Чувствительный и хладнокровный» (1803), смотрел на него как на своего руководителя и старшего по знаниям и благоразумию.
По рекомендации Карамзина Петров поступил на службу личным секретарём к Г. Р. Державину, в 1791 был определён в его Канцелярию по принятию прошений Его Императорского Величества и переселился в Санкт-Петербург, где скончался 21 марта (1 апреля) 1793.
Как отмечает С. Д. Серебряный, его жизнь и личность заслуживают по крайней мере небольшой монографии.

## Творчество
Кроме «Утреннего света» он сотрудничал, большей частью переводами, в журнале «Детское чтение», которое издавалось при «Московских ведомостях» и редактором которого он состоял в 1785—1789 гг., в журналах «Беседы с Богом» и «Размышления о делах Божьих» (1787—1789) Н. И. Новикова и в «Московском журнале» (1791—1792) H. M. Карамзина. Отдельно напечатаны: аллегорическая повесть «Хризомандер» (перев. с нем., 1783), изображавшая, по мнению современников, учение мистицизма и потому вызвавшая запрещение и изъятие из продажи, «О древних мистериях или таинствах» (1785), «Учитель или всеобщая система воспитания» (перев. с нем., 1789—1791) и индийская поэма «Багаут-Гета» (перев. с англ., 1788). Подробное содержание повести «Хризомандер» см. в ст. Михаила Лонгинова, помещенной в «Сборнике литературных статей, изданных в память А. Ф. Смирдина» (т. 4, 1859).
Петров сыграл известную роль в развитии русского сентиментализма. Он, в частности, оказал большое влияние на Карамзина, пользовавшегося его советами и критическими замечаниями. Петров неоднократно упоминается в произведениях Карамзина.